# Etat Nr 5/25 pułku czołgów średnich
Etat Nr 5/25 pułku czołgów średnich – etat oddziału pancernego ludowego Wojska Polskiego, wprowadzony w życie rozkazem organizacyjnym Nr 033/Org. NDWP z 6 lutego 1946 roku.
Etat Nr 5/25 opracowano dla 1., 2., 6., 8. i 9. pułku czołgów średnich.

## Struktura organizacyjna
Pułk czołgów składał się z niżej wymienionych komórek organizacyjnych i pododdziałów:
- dowództwo
- sztab
- pluton dowództwa
- trzy kompanie czołgów średnich (po trzy plutony czołgów)
- kompania fizylierów (dwa plutony fizylierów)
- kompania technicznego zaopatrzenia (plutony: remontowy i transportowy)
- wydział techniczny
- warsztat techniczny
- kwatermistrzostwo
- drużyna gospodarcza
- drużyna transportowa
- izba chorych

Pułk liczył 371 żołnierzy, w tym: 68 oficerów, 184 podoficerów i 119 szeregowych

## Uzbrojenie pułku czołgów
Na uzbrojeniu jednostki znajdowało się:
- 32 czołgi średnie T-34/85
- 8 ręcznych karabinów maszynowych
- 46 karabinów
- 170 pistoletów maszynowych
- 108 pistoletów.